# (115331) Shrylmiles
(115331) Shrylmiles est un astéroïde de la ceinture principale.

## Description
(115331) Shrylmiles est un astéroïde de la ceinture principale. Il fut découvert le 29 septembre 2003 à l'Observatoire Junk Bond par David Healy. Il présente une orbite caractérisée par un demi-grand axe de 2,80 UA, une excentricité de 0,17 et une inclinaison de 14,6° par rapport à l'écliptique.

## Compléments